# Aetideopsis cristata
Aetideopsis cristata är en kräftdjursart som beskrevs av Tanaka 1957. Aetideopsis cristata ingår i släktet Aetideopsis och familjen Aetideidae. Inga underarter finns listade i Catalogue of Life.